# Козарі
Козарі́ — село в Україні, у Івано-Франківському районі Івано-Франківської області, на лівому березі Дністра. Входить до складу Букачівської селищної громади. 

## Населення
Населення села станом на 31.12.1880 року становило 827 осіб, на 09.12.1931 року — 1424, на 01.01.1970 року — 1462, на 01.01.2001 року — 986, на 01.01.2009 року — 1001 особа.

## Історія

### Давнина
Перша писемна згадка про цей населений пункт датується 1414 роком, хоча цю дату не можна стовідсотково назвати роком заснування села. За легендою назва села походить від назви кочового племені хозар (в тогочасній транскрипції «козар»). Хоча досі немає однозначності щодо правильної назви поселення. Офіційно село має назву Козари, хоча серед місцевих жителів більш вживаними є «Козара», «Козари». Існують також й інші легенди на тему походження назви села та його виникнення.
Згадується 1 січня 1439 року у протоколах галицького суду.
У податковому реєстрі 1515 року повідомляється про неможливість отримання податків з села через пограбування волохами і спустошення татарами.
Село розкинулось переважно вздовж лівого берега річки Дністер, а також на берегах його русел-стариць, що пояснюється потребою населення в забезпеченні питною водою. Виникнення села можна прив’язати,насамперед, до надзвичайно зручного, як з природного так і територіального характеру місцевості. Адже як відомо, поселення засновувались там, де є всі, чи частково всі, необхідні для існування людського поселення природні ресурси: вода, ліс, широкі луги, для ведення господарства, природний захист від кочових орд тощо. 
Також виникненню та розвитку села посприяло і те, що воно лежало в самому серці Галичини, проте осторонь битих шляхів, якими кочували орди татар, адже поселення майже зі всіх сторін, окрім сходу, оточене лісами, а з півдня та південного заходу його ще й оперізує річка Дністер, що є досить вагомою природною перешкодою.
Такі сприятливі умови здавна приваблювали людей, про що можна стверджувати на основі проведених тут археологічних розкопок, організованих відомим науковцем-істориком, громадським діячем професором Ізидором Шараневичом. Він виявив на території села сліди давніх стоянок. Були знайдені залишки жител первісних людей, стародавніх знарядь праці, побутові речі тощо. Археологічні пам’ятки невизначеного періоду перебувають під охороною держави.

### Новітні часи
Початкову школу в селі Козари було відкрито у 1852 році. У 1880—1882 роках в ній викладав отець Єремія Ломницький, визначний громадський та релігійно-духовний діяч кінця XIX — початку XX століття. На той час школа в селі була шестирічною.
У 1897 році була споруджена церква Святої Параскеви, парохом якої був о. Т. Войтович. У той час церква належала до Бурштинського деканату.
Жителі села брали участь у аграрному страйку 1906 року. 
У 1939 році в селі мешкало 1550 осіб (1470 українців, 30 поляків, 40 латинників, 10 євреїв).
Під час другої світової війни та по її завершенні місцеві мешканці продовжили боротьбу проти московських, німецьких та інших окупантів у лавах підрозділів ОУН-УПА. Серед найвідоміших борців за волю України, жителів села Козари, можна назвати Мельника Івана Танасійовича, члена молодіжної мережі ОУН, вояка УПА.
На сільському цвинтарі є також індивідуальні могили партизанів, членів ОУН. Поховані: Борис Михайло, Борис Федір — «Скала», Вільчинський Євстахій — ройовий сотні УПА Богун, Данилишин Іван, Мацук Григорій, Мельник Михайло, Федик Дмитро — керівник кущового проводу молодіжної ОУН Скорий, Федик Йосип — «Бей», невідомий «Грім».
За часів радянської окупації територія села входила до радгоспу імені Горького, що спеціалізувалося на льонарстві та тваринництві.
У сімдесятих роках XX століття було збудовано нову восьмирічну школу, пізніше — новий дім культури, поштове відділення, приміщення бібліотеки.
До 2018 року село Козарі було центром Козарівської сільської ради, сюди ж належало і сусіднє село Журавеньки.

## Сьогодення
В селі найшвидше у районі була відновлена діяльність «Просвіти».
В даний час село займає площу близько 25,88 км², населення його близько 900 осіб, середня густота населення — 38,1 осіб/км². 
В селі працює 9-річна школа, медпункт, будинок культури, поштове відділення, бібліотека.

## Природоохоронні території
Неподалік від села розташовані:
- Козарівське-1 (заповідне урочище)
- Козарівське-2 (заповідне урочище)
- Козарівське-3 (заповідне урочище)

## Відомі люди
Народилися
- Іван Яцишин.
- Семен Матковський (нар. 1947) — український статистик.

Мешкали, перебували
- у 1880—1882 роках у Козарівській шестирічній школі працював отець Єремія Ломницький — особа, яка відіграла дуже велику роль в релігійному житті Української греко-католицької церкви кінця XIX — початку XX століття.
- у 1829—1876 роках парохом місцевої церкви був Іван Шараневич (1793—1876) — батько історика, громадського діяча Ізидора Шараневича[5].